# Myiagra albiventris
El monarca samoano (Myiagra albiventris) es una especie de ave paseriforme de la familia Monarchidae endémica de Samoa.

## Distribución y hábitat
Es endémica de las islas Savai'i y Upolu (Samoa). Sus hábitats naturales son los bosques bajos húmedos tropicales, los bosques montanos húmedos tropicales, y los jardines rurales. Se encuentra amenazada por pérdida de hábitat.